# Ilhas Paracel

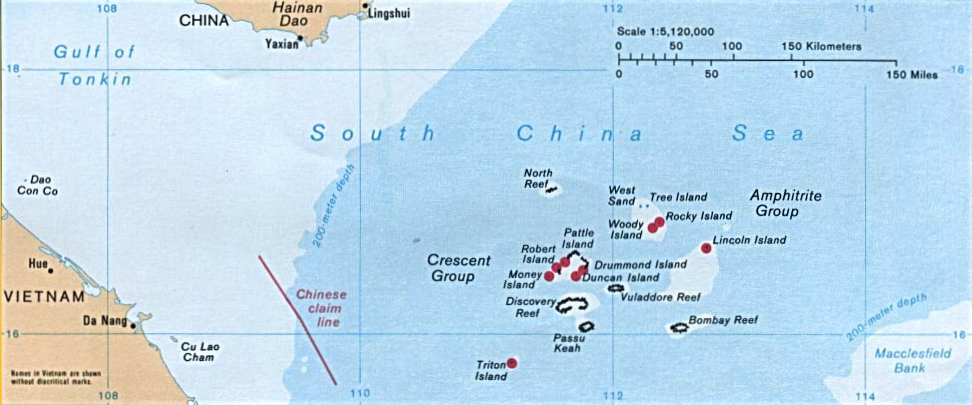
Ilhas Paracel

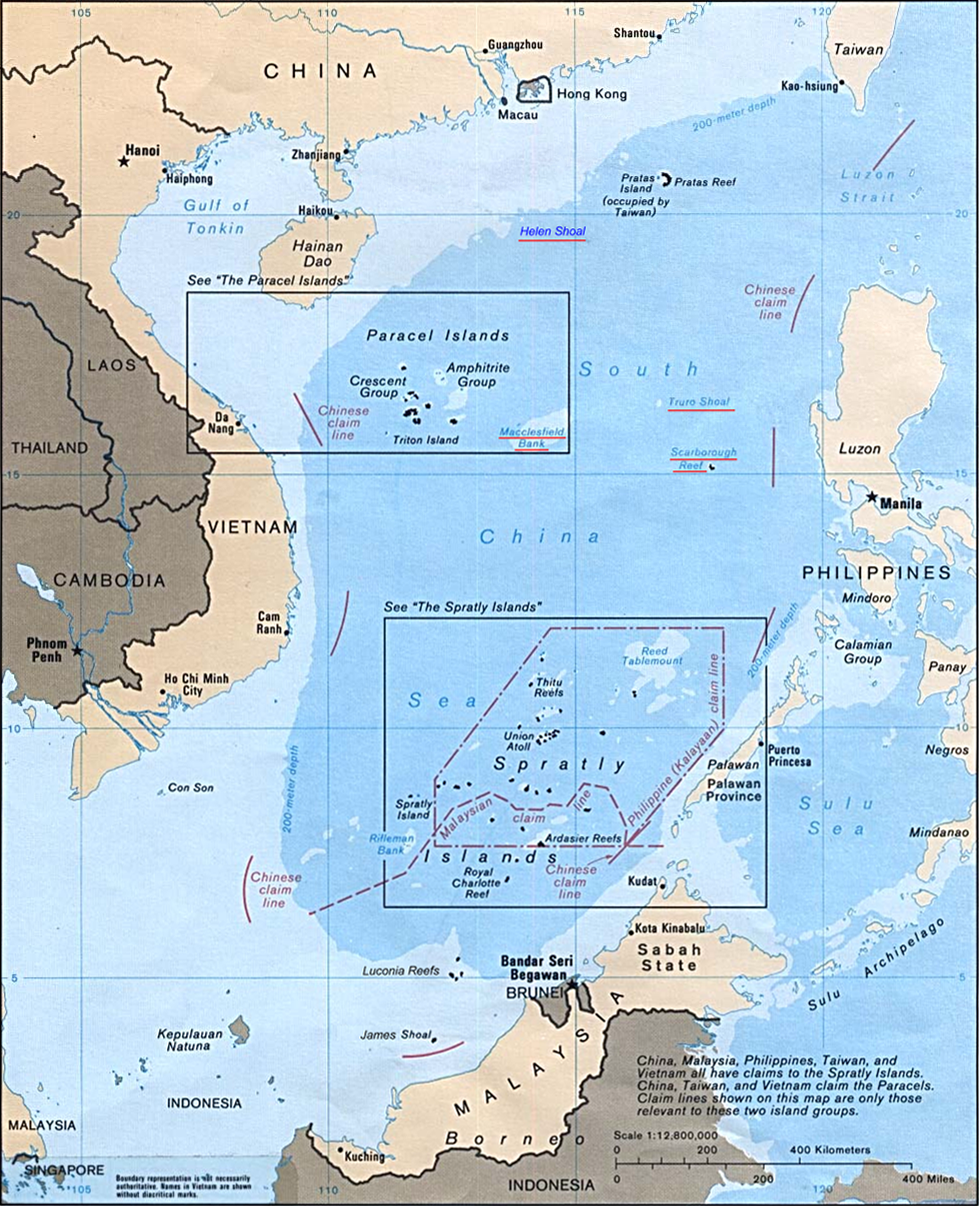
Ilhas Paracel

As Ilhas Paracel são um grupo de pequenas ilhas e recifes, no Mar da China Meridional, a cerca de um terço da distância do Vietname Central ao norte das Filipinas. São constituídas por dois grupos de atóis de coral: o Grupo Crescente (a oeste) e o Grupo Anfitrite (a leste). A maior ilha é Woody Island, que também é a única habitada (1.443 habitantes, segundo o Censo de 2012).
Seu nome deriva da denominação Ilhas do Parcel ou Ilhas do Pracel, encontrada nos primeiros mapas de origem portuguesa da região. A palavra Parcel ou Pracel era amplamente utilizada pelos navegadores portugueses para designar áreas de mar raso e se encontra frequentemente identificada na toponímia dos países lusófonos, tal como no Parcel dos Abrolhos, no Brasil. Procede do castelhano "placer" ou "placel", derivado do catalão "placell", com o mesmo sentido.
Em 1932, a Indochina (então possessão da França), anexou as ilhas, e construiu uma estação meteorológica na ilha Pattle. Atualmente ocupadas pela China (desde 1974), as ilhas encontram-se em disputa por este país, pelo Taiwan e pelo Vietname. Sem população permanente, as Ilhas Paracel são habitualmente ocupadas por tropas chinesas.
O clima é tropical, e habitualmente sujeito a fortes tempestades. É uma zona onde se supõe existir reservas de petróleo e gás natural.